# Q-källan

Schema över tvåkällshypotesen

Q-källan, även Logiakällan eller Q-dokumentet, är ett begrepp inom bibelforskningen för ett möjligt tidigt, förlorat evangelium som kan ha fungerat som källa för författarna av Matteusevangeliet och Lukasevangeliet. Källan kallas allmänt Q efter tyskans Quelle, ’källa’.
Forskning på evangelierna har visat att en stor del av innehållet i Matteus och Lukas evangelier är gemensamt för dem båda men inte återfinns någon annanstans i Nya testamentet. Denna iakttagelse har lett till slutsatsen att Matteus och Lukas, utöver att ha använt Markusevangeliet, också har använt en annan gemensam skriftlig källa när de har satt samman sina evangelier. Enligt denna teori har denna andra källa givits beteckningen  Q. Den antas vara en nu förlorad text som framför allt bestod av Jesusord utan någon större ramberättelse. Teorin, som kallas tvåkällshypotesen, är den ledande teorin om de synoptiska evangeliernas uppkomst och inbördes källmässiga relation.
Efter upptäckten av den kompletta kopian av Thomasevangeliet 1945 stärktes tvåkällshypotesen och antagandet om Q. Jesper Svartvik skriver att "Thomasevangeliet är förvisso inte den källa ("Q") som ligger till grund för Matt och Luk, men däremot visar Thomasevangeliet att det fanns åtminstone en talkälla."